# Aegishjalmur

El símbol de ægishjálmur.

L' aegishjalmur  o  ægishjálmur  (original  ægishjálmr ) és un símbol màgic de protecció utilitzat pels vikings.

D'origen islandès, també se'l coneix com a  encanteri del terror  o  de la por. Dibuixat entre els ulls, se li atorgava la capacitat de fer invencible el portador i atemorir els seus enemics. Apareix en diverses sagues nòrdiques, on se l'esmenta amb diversos noms com aspecte del terror o caràcter dominant.

## Aparicions literàries

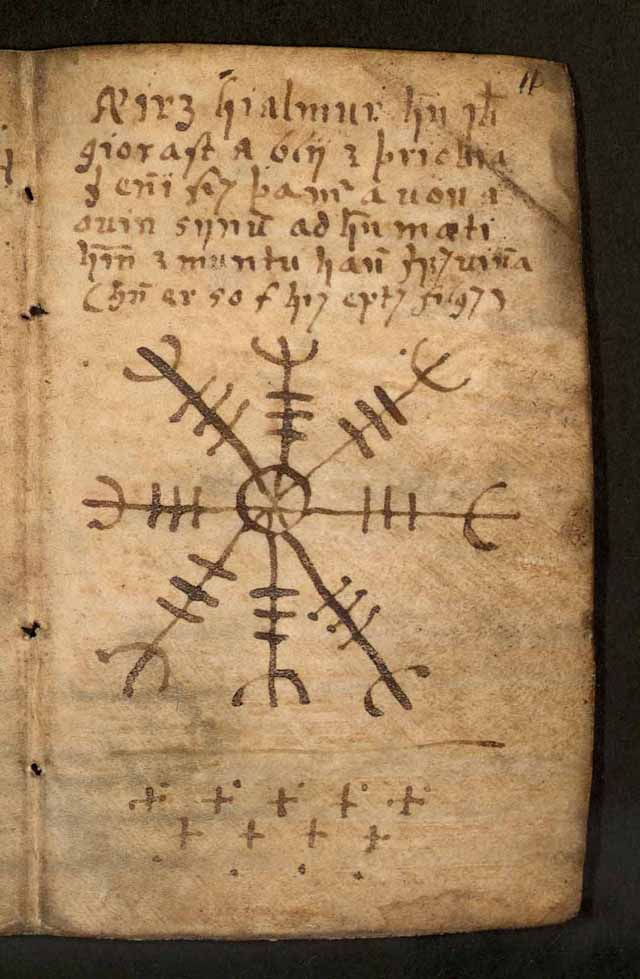
Antic gravat d'ægishjálmur.

Hi ha constància escrita en les següents sagues nòrdiques, on poden tenir altres interpretacions relacionades amb la funció protectora:
- Saga Eyrbyggja
- Saga Reykdæla ok biga-Skútu
- Saga Njal
- Saga Vatnsdœla

Una de les cites més famoses de l'aegishjalmur es troba a la Saga Volsunga:
| «                            | Enn mælti Fáfnir: "Ek bar ægishjálm yfir öllu folkies, síðan ek là à arfi minuts bróður, ok sva fnýsta ek Eitri enllà vega fràgil mér í brott, at engi þorði at koma í nand mér, ok engi vápn hræddumst ek, ok aldri Fann ek sva marge mann fyrir mér, at ek þættumst eigi miklu sterkari, en allir varu hræddir við mik. " Sigurðr mælti:" Sá ægishjálmr , er Thu SAGD fràgil, gefr fam SIGRE, því at hverr ds, er Emð mörgum kemr, mà that finn eitthvert sinn, at engi er einna hvatastr. " | » |
| — Saga Volsunga, capítol 18. | |   |

## Neopaganisme
El aegishjalmur reapareix al neopaganisme Ásatrú en forma de tatuatge com encanteri protector. No obstant això, no està demostrada la utilització de tatuatges en els pobles del nord prèvia a l'entrada del cristianisme encara que no és improbable com ho demostren vestigis més antics descoberts, com l'home d'Ötzi i els escrits d'historiadors romans com Tàcit i Cassi Dió amb relació a les tribus germàniques que assetjaven l'Imperi.